# Toto (virksomhed)
Toto (株式会社 Tōtō kabushiki gaisha), tidligere kendt som Tōyō Tōki (東洋陶器株式会社) er en japansk producent af sanitetsteknik. TOTO blev etableret i 1917.
Toto kendes især for deres Washlet, som er et toiletsæde med integreret bidet og tilhørende elektronisk kontrolpanel.